# Salón de la Fama Británico del Hockey sobre Hielo
El Salón de la Fama Británico del Hockey sobre Hielo fue fundado en 1948, convirtiéndose en el tercer Salón de la Fama del Hockey de todo el mundo, detrás del Salón de la Fama Ruso y Soviético del Hockey (también fundado en 1948) y del Salón Internacional de la Fama del Hockey (fundado en 1943). El Salón honra a aquellos individuos que han realizado importantes contribuciones al deporte del hockey en el Reino Unido. El Salón alberga muestras y exhibiciones de objetos relacionados con jugadores, entrenadores, árbitros y otros individuos.
El Salón de la Fama fue establecido por el periódico semanal Ice Hockey World en 1948. Cuando el periódico dejó de ser publicado en 1958, el Salón de la Fama dejó de existir. En 1986, el Salón fue restablecido por la British Ice Hockey Writer's Association (actualmente llamada Ice Hockey Journalists UK (IHJUK)).
Cada año se realiza la reunión de un subcomité de la IHJUK para decidir una lista de ingresantes potenciales. Para ingresar al Salón, una persona debe haber prestado «un servicio destacado al hockey sobre hielo británico"».